# Championnat de Tunisie de football 2022-2023
Navigation
Saison précédente Saison suivante
La saison 2022-2023 du championnat de Tunisie de football est la 68e édition de la première division tunisienne depuis l'indépendance, la Ligue Professionnelle 1.
Cette saison, seize équipes sont réparties dans deux poules où elles s'affrontent deux fois. Les quatre premiers de poule se rencontrent dans un mini-championnat pour disputer le titre et les places de qualification en compétition continentale. Le dernier de chaque poule est relégué directement, les clubs classés cinquième, sixième et septième se rencontrent dans un autre mini-championnat pour déterminer deux autres relégués.
Les équipes promues de deuxième division sont le Stade tunisien et l'Étoile olympique de Sidi Bouzid qui remplacent le Club sportif de Hammam Lif et l'Espérance sportive de Zarzis.
L'Espérance sportive de Tunis est le tenant du titre. Les deux premiers du classement se qualifient pour la Ligue des champions de la CAF tandis que le troisième et le quatrième participent à la coupe de la confédération.
L'Étoile sportive du Sahel remporte son premier titre en six ans, le onzième de son histoire, en mettant fin à la domination espérantiste qui a remporté six titres consécutifs. 

## Clubs participants

### Liste
| \| CA EST ST CAB OB ASS ESS ESHS USM ASR CSC CSS EOSB USBG UST ESM \| Localisation des clubs engagés dans le championnat. |
| CA EST ST CAB OB ASS ESS ESHS USM ASR CSC CSS EOSB USBG UST ESM                                                           |

Les douze premiers clubs du championnat 2021-2022, ainsi que les deux premiers du championnat de Ligue II 2021-2022 participent à la compétition.
Le Stade tunisien fait son retour en Ligue I après un an d'absence, l'Espoir sportif de Hammam Sousse après neuf ans d'absence et l'Étoile olympique de Sidi Bouzid après cinq ans d'absence.

### Retour du CS Chebba
Le 30 septembre 2022, le Croissant sportif chebbien effectue son retour en Ligue I à la suite de la décision du Tribunal arbitral du sport et intègre le groupe A.
À la suite de cette décision, la Fédération tunisienne de football est obligée d'ajouter une deuxième équipe dans le groupe B pour l'équilibrer. Il décide donc de faire jouer des mini-barrages à titre exceptionnel pour désigner une deuxième équipe à repêcher. À l'issue de ce barrage, c'est l'Étoile sportive de Métlaoui qui décroche sa place en Ligue I.
| Club                            | Dernière montée | Classement 2021-2022 | Entraîneur       | Depuis | Stade                           | Capacité théorique | Ville         |
| ------------------------------- | --------------- | -------------------- | ---------------- | ------ | ------------------------------- | ------------------ | ------------- |
| Espérance sportive de Tunis     | 1971            | 1er                  | Mouine Chaabani  | 2023   | Stade olympique de Radès        | 65 000             | Tunis         |
| Union sportive monastirienne    | 2017            | 2e                   | Imed Ben Younes  | 2023   | Stade Mustapha-Ben-Jannet       | 25 000             | Monastir      |
| Club sportif sfaxien            | 1947            | 3e                   | Hossam Al Badry  | 2022   | Stade Taïeb-Mehiri              | 22 000             | Sfax          |
| Club africain                   | 1937            | 4e                   | Saïd Saïbi       | 2022   | Stade olympique de Radès        | 65 000             | Tunis         |
| Étoile sportive du Sahel        | 1962            | 5e                   | Faouzi Benzarti  | 2022   | Stade olympique de Sousse       | 40 000             | Sousse        |
| Union sportive de Ben Guerdane  | 2015            | 6e                   | Hakim Aoun       | 2022   | Stade du 7-Mars                 | 10 000             | Ben Gardane   |
| Union sportive de Tataouine     | 2018            | 7e                   | Chokri Khatoui   | 2019   | Stade Néjib-Khattab             | 5 000              | Tataouine     |
| Avenir sportif de Rejiche       | 2020            | 8e                   | Hamoud Al Siari  | 2022   | Stade municipal de Rejiche      | 3 000              | Rejiche       |
| Club athlétique bizertin        | 1990            | 9e                   | Sofiene Hidoussi | 2022   | Stade du 15-Octobre             | 20 000             | Bizerte       |
| Avenir sportif de Soliman       | 2019            | 10e                  | Yamen Zelfani    | 2022   | Stade municipal de Soliman      | 3 000              | Soliman       |
| Olympique de Béja               | 2020            | 11e                  | Jamel Khcharem   | 2023   | Stade Boujemaa-Kmiti            | 10 000             | Béja          |
| Espoir sportif de Hammam Sousse | 2021            | 12e                  | Naoufel Chebil   | 2020   | Stade municipal Bou Ali-Lahouar | 7 000              | Hammam Sousse |
| Étoile sportive de Métlaoui     | 2013            | 13e                  | Moez Bououkaz    | 2021   | Stade municipal de Métlaoui     | 5 000              | Métlaoui      |
| Croissant sportif chebbien      | 2021            | 15e                  | Lotfi Rhim (en)  | 2022   | Stade de Chebba                 | 3 000              | Chebba        |
| Stade tunisien                  | 2022            | 1er-Groupe A (L2)    | Skander Kasri    | 2022   | Stade Hédi-Enneifer             | 11 000             | Le Bardo      |
| Étoile olympique de Sidi Bouzid | 2022            | 1er-Groupe B (L2)    | Ahmed Dridi      | 2021   | Stade municipal de Sidi Bouzid  | 3 000              | Sidi Bouzid   |

- Ligue des champions de la CAF
- Coupe de la confédération
- Promu de la Ligue II 2019-2020

### Changements d'entraîneur
| Club          | Entraîneur(s) partant(s) | Motif du départ                 | Date de départ   | Position      | Entraîneur(s) arrivant(s) | Date d'arrivée   |
| ------------- | ------------------------ | ------------------------------- | ---------------- | ------------- | ------------------------- | ---------------- |
| US Monastir   | Faouzi Benzarti          | Départ pour l' Al Ahly Benghazi | 29 juin 2022     | Pré-saison    | Darko Novic               | 15 juillet 2022  |
| Club africain | Adel Sellimi             | Renvoi                          | 5 juillet 2022   | Pré-saison    | Bertrand Marchand         | 13 juillet 2022  |
| CA Bizerte    | Karim Touati             | Démission                       | 26 octobre 2022  | 7e (groupe A) | Sofiene Hidoussi          | 26 octobre 2022  |
| CA Bizerte    | Sofiene Hidoussi         | Démission                       | 28 octobre 2022  | 7e (groupe A) | Khaled Ben Yahia          | 4 novembre 2022  |
| CS Chebba     | Kais Yaâkoubi            | Démission                       | 2 novembre 2022  | 5e (groupe A) | Lotfi Rhim (en)           | 3 novembre 2022  |
| Club africain | Bertrand Marchand        | Démission                       | 8 novembre 2022  | 6e (groupe B) | Saïd Saibi                | 19 novembre 2022 |
| CS Sfax       | Karim Dalhoum            | renvoi                          | 29 novembre 2022 | 4e (groupe A) | Maurizio Jacobacci        | 9 décembre 2022  |
| CS Chebba     | Lotfi Rhim (en)          | démission                       | 14 décembre 2022 | 6e (groupe A) | Badou Zaki                | 25 décembre 2022 |

## Compétition

### Règlement
Le classement est calculé avec le barème de points suivant : une victoire vaut trois points, le match nul un. La défaite ne rapporte aucun point.
À égalité de points, les critères de départage sont les suivants :
1. plus grand nombre de points dans les confrontations directes ;
2. plus grand nombre de buts dans les confrontations directes ;
3. plus grande différence de buts dans les matchs de la phase aller ;
4. plus grand nombre de buts marqués dans la phase aller;
5. plus grande différence de buts générale ;
6. plus grand nombre de buts marqués ;
7. meilleur classement fair-play ;
8. tirage au sort pour départager les équipes en cas d'égalité absolue.

### Première phase
Le championnat est marqué par une affaire de paris truqués. La rencontre entre l'Étoile olympique de Sidi Bouzid et l'Étoile sportive de Métlaoui fait l'objet de paris particulièrement suspects au point que la plupart de bookmakers retirent le match des logiciels de paris en ligne. En France, l'Autorité nationale des jeux suspend la rencontre de toute possibilité de paris.

#### Groupe A
| Rang | Équipe                          | Pts | J  | G | N | P | Bp | Bc | Diff |
| ---- | ------------------------------- | --- | -- | - | - | - | -- | -- | ---- |
| 1    | Espérance sportive de Tunis (T) | 31  | 14 | 9 | 4 | 1 | 25 | 8  | +17  |
| 2    | Étoile du Sahel                 | 29  | 14 | 9 | 2 | 3 | 22 | 11 | +11  |
| 3    | Union sportive de Tataouine     | 18  | 14 | 4 | 6 | 3 | 13 | 15 | -2   |
| 4    | Club sportif sfaxien            | 16  | 14 | 3 | 7 | 4 | 9  | 10 | -1   |
| 5    | Stade tunisien P                | 16  | 14 | 5 | 1 | 7 | 14 | 17 | -3   |
| 6    | Club athlétique bizertin        | 16  | 14 | 4 | 4 | 6 | 12 | 17 | -5   |
| 7    | Espoir sportif de Hammam Sousse | 14  | 14 | 4 | 2 | 8 | 9  | 18 | -9   |
| 8    | Croissant sportif chebbien      | 11  | 14 | 3 | 2 | 9 | 8  | 17 | -9   |

| Résultats (▼dom., ►ext.)                                   | EST | CSS | ESS | UST | CAB | ESHS | ST  | CSC |
| EST                                                        |     | 1-1 | 2-0 | 3-0 | 4-0 | 2-0  | 2-0 | 2-1 |
| CSS                                                        | 1-1 |     | 0-1 | 0-1 | 1-0 | 0-0  | 1-1 | 2-0 |
| ESS                                                        | 1-2 | 1-0 |     | 2-1 | 0-2 | 2-1  | 2-2 | 3-0 |
| UST                                                        | 2-2 | 1-1 | 0-2 |     | 1-1 | 2-0  | 1-1 | 1-0 |
| CAB                                                        | 0-1 | 0-0 | 1-2 | 1-1 |     | 2-2  | 1-2 | 2-0 |
| ESHS                                                       | 0-0 | 1-1 | 0-5 | 2-0 | 0-1 |      | 2-1 | 2-0 |
| ST                                                         | 2-1 | 0-1 | 0-1 | 2-1 | 0-1 | 2-0  |     | 1-1 |
| CSC                                                        | 0-2 | 2-0 | 0-0 | 0-1 | 3-0 | 0-1  | 1-0 |     |
| - Victoire à domicile - Match nul - Victoire à l'extérieur |     |     |     |     |     |      |     |     |

##### Domicile et extérieur
Voici le classement des performances des équipes, respectivement à domicile et à l'extérieur.
| Rang | Équipe             | Pts | J | G | N | P | Bp | Bc | Diff |
| ---- | ------------------ | --- | - | - | - | - | -- | -- | ---- |
| 1    | Espérance de Tunis | 19  | 7 | 6 | 1 | 0 | 16 | 2  | +14  |
| 2    | Etoile du Sahel    | 13  | 7 | 4 | 1 | 2 | 11 | 8  | +3   |
| 3    | ES Hammam Sousse   | 11  | 7 | 3 | 2 | 2 | 7  | 8  | -1   |
| 4    | CS Chebba          | 10  | 7 | 3 | 1 | 3 | 6  | 4  | +2   |
| 5    | Stade tunisien     | 10  | 7 | 3 | 1 | 3 | 7  | 6  | +1   |
| 6    | US Tataouine       | 9   | 7 | 2 | 3 | 2 | 8  | 7  | +1   |
| 7    | CS Sfax            | 9   | 7 | 2 | 3 | 2 | 5  | 4  | +1   |
| 8    | CA Bizerte         | 6   | 7 | 1 | 3 | 3 | 7  | 8  | -1   |

| Rang | Équipe             | Pts | J | G | N | P | Bp | Bc | Diff |
| ---- | ------------------ | --- | - | - | - | - | -- | -- | ---- |
| 1    | Etoile du Sahel    | 16  | 7 | 5 | 1 | 1 | 11 | 3  | +8   |
| 2    | Espérance de Tunis | 12  | 7 | 3 | 3 | 1 | 9  | 6  | +3   |
| 3    | CA Bizerte         | 10  | 7 | 3 | 1 | 3 | 5  | 9  | -4   |
| 4    | US Tataouine       | 9   | 7 | 2 | 1 | 4 | 5  | 10 | -5   |
| 5    | CS Sfax            | 7   | 7 | 2 | 3 | 2 | 4  | 5  | -1   |
| 6    | Stade tunisien     | 6   | 7 | 1 | 3 | 3 | 6  | 9  | -3   |
| 7    | ES Hammam Sousse   | 5   | 7 | 1 | 2 | 4 | 4  | 10 | -6   |
| 8    | CS Chebba          | 1   | 7 | 0 | 1 | 6 | 14 | 2  | +12  |

#### Groupe B
| Rang | Équipe                            | Pts | J  | G | N | P  | Bp | Bc | Diff |
| ---- | --------------------------------- | --- | -- | - | - | -- | -- | -- | ---- |
| 1    | Union sportive monastirienne      | 29  | 14 | 9 | 2 | 3  | 17 | 5  | +12  |
| 2    | Union sportive de Ben Guerdane    | 27  | 14 | 8 | 3 | 3  | 14 | 8  | +6   |
| 3    | Olympique Béja (C)                | 24  | 14 | 6 | 3 | 4  | 21 | 14 | +7   |
| 4    | Club africain                     | 24  | 14 | 7 | 3 | 4  | 16 | 13 | +3   |
| 5    | Étoile sportive de Métlaoui       | 19  | 14 | 5 | 4 | 5  | 14 | 17 | -3   |
| 6    | Avenir sportif de Soliman         | 17  | 14 | 4 | 5 | 5  | 11 | 14 | -3   |
| 7    | Étoile olympique de Sidi Bouzid P | 9   | 14 | 2 | 3 | 10 | 9  | 19 | -10  |
| 8    | Avenir sportif de Rejiche         | 6   | 14 | 1 | 3 | 10 | 6  | 17 | -11  |

| Résultats (▼dom., ►ext.)                                   | CA  | USM | USBG | ASR | ASS | OB  | EOSB | ESM |
| CA                                                         |     | 1-3 | 0-1  | 1-0 | 1-0 | 1-2 | 3-0  | 2-0 |
| USM                                                        | 3-0 |     | 0-1  | 1-0 | 2-0 | 0-1 | 1-0  | 1-0 |
| USBG                                                       | 1-1 | 1-0 |      | 1-0 | 2-2 | 1-0 | 1-0  | 2-0 |
| ASR                                                        | 1-1 | 0-2 | 1-0  |     | 0-0 | 1-4 | 0-1  | 0-0 |
| ASS                                                        | 0-1 | 0-2 | 1-0  | 1-0 |     | 1-0 | 1-0  | 1-1 |
| OB                                                         | 2-3 | 0-0 | 1-1  | 1-0 | 3-2 |     | 2-2  | 3-1 |
| EOSB                                                       | 0-1 | 0-0 | 0-1  | 1-0 | 2-2 | 0-2 |      | 3-4 |
| ESM                                                        | 0-0 | 1-2 | 2-1  | 3-2 | 0-0 | 1-0 | 1-0  |     |
| - Victoire à domicile - Match nul - Victoire à l'extérieur |     |     |      |     |     |     |      |     |

##### Domicile et extérieur
Voici le classement des performances des équipes, respectivement à domicile et à l'extérieur.
| Rang | Équipe                       | Pts | J | G | N | P | Bp | Bc | Diff |
| ---- | ---------------------------- | --- | - | - | - | - | -- | -- | ---- |
| 1    | US Ben Guerdane              | 17  | 7 | 5 | 2 | 0 | 9  | 3  | +6   |
| 2    | Union sportive monastirienne | 15  | 7 | 5 | 0 | 2 | 8  | 2  | +6   |
| 3    | ES Métlaoui                  | 13  | 7 | 4 | 1 | 3 | 8  | 5  | +3   |
| 4    | AS Soliman                   | 13  | 7 | 4 | 1 | 2 | 5  | 4  | +1   |
| 5    | Olympique de Béja            | 12  | 7 | 3 | 3 | 1 | 12 | 9  | +3   |
| 6    | Club africain                | 12  | 7 | 4 | 0 | 3 | 9  | 6  | +3   |
| 7    | EO Sidi Bouzid               | 5   | 7 | 1 | 2 | 4 | 6  | 10 | -4   |
| 8    | AS Rejiche                   | 5   | 7 | 1 | 3 | 3 | 3  | 8  | -5   |

| Rang | Équipe                       | Pts | J | G | N | P | Bp | Bc | Diff |
| ---- | ---------------------------- | --- | - | - | - | - | -- | -- | ---- |
| 1    | Union sportive monastirienne | 14  | 7 | 3 | 3 | 1 | 9  | 3  | +6   |
| 5    | Olympique de Béja            | 12  | 7 | 4 | 0 | 3 | 9  | 5  | +4   |
| 6    | Club africain                | 12  | 7 | 3 | 1 | 3 | 7  | 7  | 0    |
| 2    | US Ben Guerdane              | 10  | 7 | 3 | 1 | 3 | 9  | 3  | +6   |
| 3    | ES Métlaoui                  | 6   | 7 | 1 | 2 | 4 | 6  | 12 | -6   |
| 4    | AS Soliman                   | 4   | 7 | 4 | 1 | 2 | 6  | 10 | -4   |
| 7    | E0 Sidi Bouzid               | 4   | 7 | 1 | 1 | 5 | 3  | 9  | -6   |
| 8    | AS Rejiche                   | 1   | 7 | 0 | 1 | 6 | 3  | 9  | -6   |

### Deuxième phase

#### Règlement
À l'issue de la première phase, les équipes sont divisées en deux groupes. Les quatre premiers des deux groupes de la première phase au classement sont ainsi intégrés aux play-offs, dans lequel sont déterminés le vainqueur de la compétition ainsi que la répartition des places africaines, tandis que les six équipes (classées respectivement 5e, 6e, 7e) sont placés en play-out, qui sert à déterminer les équipes reléguées. 
La répartition des points bonus en phase de play-off est de 4 points au premier de chaque groupes, 3 points aux deuxièmes, 2 points aux troisièmes et un seul point aux quatrièmes, tandis qu'en phase de play-out les répartitions sont de 4 points au 5e de chaque groupe, 2 points au 6es et 0 point au 7e.  

#### Play-offs
| Rang | Équipe               | Pts | J  | G  | N | P  | Bp | Bc | Diff |
| ---- | -------------------- | --- | -- | -- | - | -- | -- | -- | ---- |
| 1    | Étoile du Sahel      | 34  | 14 | 10 | 4 | 1  | 19 | 3  | +16  |
| 2    | Espérance de Tunis T | 28  | 14 | 7  | 3 | 4  | 20 | 10 | +10  |
| 3    | Club africain        | 27  | 14 | 7  | 5 | 2  | 17 | 9  | +8   |
| 4    | US Monastir          | 26  | 14 | 6  | 4 | 4  | 23 | 14 | +9   |
| 5    | US Ben Guerdane      | 21  | 14 | 4  | 3 | 6  | 18 | 16 | +2   |
| 6    | CS Sfax              | 18  | 14 | 4  | 6 | 4  | 12 | 10 | +2   |
| 7    | Olympique de Béja C  | 16  | 14 | 4  | 2 | 7  | 9  | 19 | -10  |
| 8    | US Tataouine         | 4   | 14 | 0  | 2 | 12 | 7  | 42 | -35  |

| Résultats (▼dom., ►ext.)                                   | EST | USMO | ESS | USBG | UST | OB  | CSS | CA  |
| EST                                                        |     | 1-1  | 1-0 | 2-0  | 3-0 | 2-0 | 1-0 | 0-0 |
| USM                                                        | 3-2 |      | 0-1 | 3-1  | 1-0 | 3-0 | 1-1 | 0-1 |
| ESS                                                        | 0-0 | 2-1  |     | 2-0  | 3-0 | 5-0 | 1-0 | 2-0 |
| USBG                                                       | 1-2 | 3-2  | 0-0 |      | 5-0 | 2-0 | 2-0 | 1-1 |
| UST                                                        | 1-6 | 0-4  | 0-1 | 1-1  |     | 1-2 | 0-4 | 2-2 |
| OB                                                         | 2-0 | 1-3  | 0-0 | 0-1  | 2-0 |     | 2-0 | 0-2 |
| CSS                                                        | 1-0 | 0-0  | 1-1 | 1-0  | 4-0 | 0-0 |     | 0-0 |
| CA                                                         | 1-0 | 1-1  | 0-1 | 2-1  | 4-1 | 1-0 | 2-0 |     |
| - Victoire à domicile - Match nul - Victoire à l'extérieur |     |      |     |      |     |     |     |     |

#### Play-out
| Rang | Équipe           | Pts | J  | G | N | P | Bp | Bc | Diff |
| ---- | ---------------- | --- | -- | - | - | - | -- | -- | ---- |
| 9    | Stade tunisien P | 22  | 10 | 5 | 3 | 2 | 13 | 7  | +6   |
| 10   | CA Bizerte       | 19  | 10 | 5 | 3 | 3 | 10 | 5  | +5   |
| 11   | AS Soliman       | 16  | 10 | 4 | 2 | 4 | 8  | 12 | -4   |
| 12   | ES Métlaoui      | 14  | 10 | 2 | 5 | 3 | 7  | 11 | -4   |
| 13   | EO Sidi Bouzid P | 12  | 10 | 3 | 3 | 4 | 12 | 12 | 0    |
| 14   | ES Hammam Sousse | 11  | 10 | 3 | 2 | 6 | 12 | 15 | -3   |

| Résultats (▼dom., ►ext.)                                   | ST  | ESM | CAB | ASS | ESHS | EOSB |
| ST                                                         |     | 1-1 | 1-0 | 1-0 | 2-1  | 2-0  |
| ESM                                                        | 2-1 |     | 0-2 | 0-0 | 1-2  | 2-1  |
| CAB                                                        | 0-0 | 3-0 |     | 0-1 | 2-2  | 3-0  |
| ASS                                                        | 0-3 | 2-0 | 0-1 |     | 1-0  | 1-2  |
| ESHS                                                       | 1-2 | 0-0 | 1-0 | 5-1 |      | 0-2  |
| EOSB                                                       | 1-1 | 1-1 | 0-1 | 1-1 | 4-0  |      |
| - Victoire à domicile - Match nul - Victoire à l'extérieur |     |     |     |     |      |      |

## Statistiques

### Évolution du classement
Les tableaux suivants récapitulent le classement au terme de chacune des journées définies par le calendrier officiel.

#### Première phase

##### Groupe A
| Journées → | 1 | 2 | 3 | 4 | 5 | 6 | 7 | 8 | 9 | 10 | 11 | 12 | 13 | 14 | Tête | Play offs | Play out | Rel. |
| Équipe     |   |   |   |   |   |   |   |   |   |    |    |    |    |    |      |           |          |      |
| ---------- | - | - | - | - | - | - | - | - | - | -- | -- | -- | -- | -- | ---- | --------- | -------- | ---- |
| CAB        | 8 | 7 | 7 | 8 | 8 | 7 | 8 | 6 | 6 | 3  | 4  | 4  | 7  | 6  | -    | 3         | 7        | 4    |
| CSS        | 4 | 5 | 4 | 4 | 5 | 4 | 7 | 5 | 3 | 5  | 5  | 6  | 5  | 4  | -    | 5         | 9        | -    |
| CSC        | 1 | 4 | 5 | 5 | 6 | 7 | 4 | 7 | 8 | 8  | 7  | 8  | 8  | 8  | 1    | 1         | 6        | 6    |
| ESS        | 3 | 1 | 1 | 1 | 1 | 1 | 1 | 1 | 1 | 1  | 1  | 1  | 1  | 3  | 13   | 1         | -        | -    |
| EST        | 5 | 3 | 3 | 6 | 3 | 2 | 2 | 2 | 2 | 2  | 2  | 2  | 2  | 1  | 1    | 11        | 2        | -    |
| ESHS       | 7 | 8 | 8 | 6 | 6 | 5 | 5 | 4 | 5 | 7  | 8  | 5  | 4  | 7  | -    | 2         | 8        | 3    |
| ST         | 2 | 2 | 2 | 2 | 2 | 3 | 3 | 3 | 4 | 6  | 7  | 7  | 6  | 5  | -    | 9         | 5        | -    |
| UST        | 6 | 6 | 3 | 4 | 4 | 5 | 4 | 8 | 7 | 5  | 3  | 3  | 3  | 3  | -    | 8         | 5        | 1    |

##### Groupe B
| Journées → | 1 | 2 | 3 | 4 | 5 | 6 | 7 | 8 | 9 | 10 | 11 | 12 | 13 | 14 | Tête | Play offs | Play out | Rel. |
| Équipe     |   |   |   |   |   |   |   |   |   |    |    |    |    |    |      |           |          |      |
| ---------- | - | - | - | - | - | - | - | - | - | -- | -- | -- | -- | -- | ---- | --------- | -------- | ---- |
| ASS        | 4 | 3 | 5 | 6 | 5 | 4 | 4 | 4 | 4 | 5  | 5  | 5  | 5  | 6  | -    | 6         | 8        | -    |
| ASR        | 5 | 5 | 6 | 4 | 4 | 4 | 5 | 6 | 8 | 8  | 8  | 8  | 8  | 8  | -    | 2         | 6        | 6    |
| CA         | 2 | 8 | 4 | 3 | 6 | 6 | 7 | 5 | 5 | 4  | 4  | 4  | 4  | 4  | -    | 8         | 5        | 1    |
| EOSB       | 8 | 4 | 6 | 8 | 8 | 8 | 8 | 8 | 7 | 7  | 7  | 7  | 7  | 7  | -    | 1         | 8        | 6    |
| ESM        | 7 | 7 | 8 | 7 | 7 | 7 | 7 | 7 | 6 | 6  | 6  | 6  | 6  | 6  | -    | -         | 13       | 1    |
| OB         | 6 | 6 | 5 | 5 | 3 | 3 | 3 | 3 | 3 | 3  | 3  | 2  | 3  | 3  | -    | 10        | 4        | -    |
| USBG       | 1 | 1 | 2 | 2 | 2 | 1 | 2 | 1 | 2 | 2  | 2  | 3  | 1  | 2  | 5    | 9         | -        | -    |
| USMO       | 3 | 2 | 1 | 1 | 1 | 2 | 1 | 2 | 1 | 1  | 1  | 1  | 2  | 1  | 9    | 5         | -        | -    |

#### Deuxième phase (play-offs)
| Journées → | 1 | 2 | 3 | 4 | 5 | 6 | 7 | 8 | 9 | 10 | 11 | 12 | 13 | 14 | Tête | C1 | C3 |
| Équipe     |   |   |   |   |   |   |   |   |   |    |    |    |    |    |      |    |    |
| ---------- | - | - | - | - | - | - | - | - | - | -- | -- | -- | -- | -- | ---- | -- | -- |
| CA         | 8 | 5 | 2 | 2 | 3 | 2 | 2 | 2 | 2 | 2  | 2  | 3  | 4  | 3  | 1    | 7  | 3  |
| CSS        | 7 | 6 | 6 | 6 | 7 | 6 | 6 | 6 | 6 | 6  | 6  | 7  | 6  | 6  |      |    |    |
| OB         | 6 | 7 | 7 | 7 | 5 | 7 | 7 | 7 | 7 | 7  | 7  | 6  | 7  | 7  |      |    |    |
| ESS        | 3 | 1 | 1 | 1 | 1 | 1 | 1 | 1 | 1 | 1  | 1  | 1  | 1  | 1  | 13   |    | 1  |
| EST        | 1 | 2 | 4 | 3 | 4 | 5 | 3 | 3 | 4 | 4  | 3  | 3  | 3  | 2  | 1    | 2  | 6  |
| USBG       | 4 | 4 | 5 | 5 | 2 | 3 | 4 | 5 | 5 | 5  | 4  | 5  | 5  | 5  |      | 1  | 1  |
| USMO       | 2 | 3 | 3 | 4 | 6 | 4 | 5 | 4 | 3 | 4  | 5  | 4  | 2  | 4  |      | 2  | 3  |
| UST        | 5 | 8 | 8 | 8 | 8 | 8 | 8 | 8 | 8 | 8  | 8  | 8  | 8  | 8  |      |    |    |

### Buts marqués par journée

#### Première phase
Ce graphique représente le nombre de buts marqués lors de chaque journée durant la première phase :

#### Play-off
Ce graphique représente le nombre de buts marqués lors de chaque journée durant la phase des play-off :

### Meilleurs buteurs
Mise à jour : 30 juin 2023
| Rang | Joueur                   | Club             | Buts |
| ---- | ------------------------ | ---------------- | ---- |
| 1    | Rafik Kamergi            | US Ben Guerdane  | 14   |
| 2    | Oussema Bouguerra        | Olympique Béja   | 10   |
| 2    | Anice Badri              | ES Tunis         | 10   |
| 2    | Haythem Jouini           | Stade tunisien   | 10   |
| 5    | Mohamed Ali Ben Romdhane | ES Tunis         | 9    |
| 5    | Oussema Abid             | ES Sahel         | 9    |
| 7    | Hamdi Labidi             | Club africain    | 8    |
| 7    | David Ankeye             | ES Hammam Sousse | 8    |
| 7    | Youssouf Oumarou         | US Monastir      | 8    |
| 10   | Achref Habassi           | CS Sfax          | 7    |
| 10   | Haykeul Chikhaoui        | US Monastir      | 7    |

### Meilleurs gardiens
| Rang | Joueur          | Club          | Buts | Matchs | Ratio |
| ---- | --------------- | ------------- | ---- | ------ | ----- |
| 1    | Béchir Ben Saïd | US Monastir   | 9    | 18     | 0,50  |
| 2    | Ali Jemal       | ES Sahel      | 9    | 17     | 0,53  |
| 3    | Aymen Dahmen    | CS Sfax       | 13   | 21     | 0,62  |
| 4    | Kaïs Amdouni    | CA Bizerte    | 12   | 18     | 0,67  |
| 5    | Mouez Hassen    | Club africain | 14   | 20     | 0,70  |

## Droits TV
Le 11 octobre 2022, la Fédération tunisienne de football annonce que les matchs de la Ligue I seront diffusés par la chaîne Al-Kass Sports Channel, la seule qui a présenté une offre répondant aux critères inclus dans le cahier des charges.

## Bilan de la saison
- Champion d'automne : ES Sahel (groupe A) et US Monastir (groupe B)
- Champion : ES Sahel (11e titre)
- Meilleure attaque : ES Tunis (1,61 but marqué par match)
- Meilleure défense : ES Sahel (0,5 but encaissé par match)
- Premier but de la saison :  Rafik Kamergi (  90+2e) pour l'US Ben Guerdane contre l'EO Sidi Bouzid (1-0), le 7 octobre 2022
- Dernier but de la saison :  Mahdi Ouedherfi (  90+17e) pour le Club africain contre l'US Ben Guerdane (2-1), le 30 juin 2023
- Premier doublé :  Mohamed Dhaoui (  8e,   11e) pour l'ES Sahel contre l'ES Hammam Sousse (5-0), le 13 novembre 2022.
- Premier triplé :  Anice Badri (  7e,   70e,   75e) contre le CA Bizerte (4-0), le 2 février 2023.
- But le plus rapide d'une rencontre :  Ameur El Omrani   1re pour l'US Monastir contre l'Olympique de Béja, le 8 mai 2023.
- But le plus tardif d'une rencontre :  Mahdi Ouedherfi (  90+17e) pour le Club africain contre l'US Ben Guerdane (2-1), le 30 juin 2023
- Journée de championnat la plus riche en buts :
- Journée de championnat la plus pauvre en buts :
- Nombre de buts inscrits durant la saison :
- Plus grand nombre de buts dans une rencontre :
- Plus large victoire à domicile : US Ben Guerdane contre l'US Tataouine (5-0), le 11 juin 2023.
- Plus large victoire à l'extérieur :
- Coup du chapeau le plus rapide :
- Coups du chapeau de la saison :
- Plus grande série de victoires :
- Plus grande série de défaites :
- Plus grande série de matchs sans défaite :
- Plus grande série de matchs sans victoire :
- Plus grande série de matchs avec au moins un but marqué :
- Plus grande série de matchs sans but marqué :

## Tableau d'honneur
| Championnat de Tunisie de football 2022-2023                        |                                      |
| Champion                                                            | Étoile sportive du Sahel (11e titre) |
| Coupes et trophées                                                  |                                      |
| Vainqueur de la Coupe de Tunisie 2022-2023                          | Olympique de Béja                    |
| Qualifications continentales                                        |                                      |
| Ligue des champions de la CAF 2023-2024                             | Étoile sportive du Sahel             |
| Ligue des champions de la CAF 2023-2024                             | Espérance sportive de Tunis          |
| Coupe de la confédération 2023-2024                                 | Club africain                        |
| Coupe de la confédération 2023-2024                                 | Olympique de Béja                    |
| Promotions et relégations                                           |                                      |
| Promus en Championnat de Tunisie de football                        | El Gawafel sportives de Gafsa        |
| Promus en Championnat de Tunisie de football                        | Avenir sportif de La Marsa           |
| Relégués en Championnat de Tunisie de football de deuxième division | Croissant sportif chebbien           |
| Relégués en Championnat de Tunisie de football de deuxième division | Avenir sportif de Rejiche            |
| Relégués en Championnat de Tunisie de football de deuxième division | Espoir sportif de Hammam Sousse      |
| Relégués en Championnat de Tunisie de football de deuxième division | Étoile olympique de Sidi Bouzid      |